# NTTネオメイト
株式会社エヌ・ティ・ティネオメイト（NTTネオメイト）は、かつて存在した西日本電信電話株式会社（NTT西日本）の通信設備のメンテナンス、オペレーション、ITに関する企画・開発・販売等を事業とする会社である。
2021年7月1日付で株式会社NTTフィールドテクノに吸収合併された。

## 概要
NTT西日本の100%出資により設立された子会社。

## 事業内容
- NTT西日本の情報流通基幹ネットワークのメンテナンス、オペレーション
- 自治体、企業等ネットワークの24時間365日メンテナンス、オペレーション
- IT環境に関わる企画、開発、販売、カスタマーサポート
- ソフトウェアの開発、販売、保守及びコンサルティング
- 電気通信に関する事業
- 電気通信、コンピューター等の各種研修の企画、実施

## 沿革
2001年（平成13年）10月
日本電信電話（NTT）・東日本電信電話（NTT東日本）・西日本電信電話（NTT西日本）は、「e-Japan重点計画」「規制改革推進３か年計画」を踏まえ、「当面の経営課題に対するNTTの取り組み」を公表した。
この取り組みのなかで、注文受付・オペレーション・SOHO販売・故障修理・通信機器販売等の業務を地域単位にアウトソーシング会社を設立し業務の移行と社員の再配置を行うとする改革が掲げられた。

### 設備系会社設立
2002年（平成14年）4月
NTT西日本は「NTT西日本グループの新たな体制等について」を公表した。
その内容は、営業系及び設備系地域会社の統括会社と、共通系、営業系及び設備系の地域会社を設立するというものである。
社名については、設備系総括会社は「株式会社エヌ・ティ・ティ　ネオメイト」、地域会社の社名は沖縄県を除き「株式会社エヌ・ティ・ティ　ネオメイト＋地域名」、沖縄県は「株式会社エヌ・ティ・ティ・ドゥ」とされ、新体制の移行は同年5月1日であった。
地域会社は、西日本電信電話にあわせ16支店単位に設立されることになった。
- 総括企業
  - エヌ・ティ・ティ ネオメイト（本社：大阪市)
- 地域企業
  - エヌ・ティ・ティ ネオメイト関西（本社：大阪市、和歌山支店）
  - エヌ・ティ・ティ ネオメイトみやこ（本社：京都市、奈良支店、滋賀支店）
  - エヌ・ティ・ティ ネオメイト兵庫（本社：神戸市）
  - エヌ・ティ・ティ ネオメイト名古屋（本社：名古屋市）
  - エヌ・ティ・ティ ネオメイト静岡（本社：静岡市）
  - エヌ・ティ・ティ ネオメイト岐阜（本社：岐阜市）
  - エヌ・ティ・ティ ネオメイト三重（本社：津市）
  - エヌ・ティ・ティ ネオメイト北陸（本社：金沢市、富山支店、福井支店）
  - エヌ・ティ・ティ ネオメイト中国（本社：広島市、島根支店）
  - エヌ・ティ・ティ ネオメイト東中国（本社：岡山市、鳥取支店）
  - エヌ・ティ・ティ ネオメイト山口（本社：山口市、
  - エヌ・ティ・ティ ネオメイト四国（本社：松山市、香川支店、徳島支店、高知支店）
  - エヌ・ティ・ティ ネオメイト九州（本社：福岡市、佐賀支店、長崎支店）
  - エヌ・ティ・ティ ネオメイト中九州（本社：熊本市、大分支店）
  - エヌ・ティ・ティ ネオメイト南九州（本社：鹿児島市、宮崎支店）
  - エヌ・ティ・ティ・ドゥ（本社：那覇市）

### 運営体制の見直し
2006年（平成18年）5月
NTT西日本は、「NTT西日本グループの事業運営体制の見直しについて」にて、事業運営体制の見直しについて公表。
この内容に沿い、設備系アウトソーシング会社であるNTTネオメイトも、総括会社と地域会社を統合し1社体制とし、本社・支店および支店内組織として各府県に31事業所を新設することとした。
- 本社
  - テクニカルアライアンス部、ネットワーク本部、ITビジネス本部、経営企画部
  - 首都圏本部 - 東京都文京区小石川1丁目4番1号　住友不動産後楽園ビル
- 関西支店 - 大阪府大阪市都島区東野田町四丁目15番82号　NTT西日本 新京橋ビル9階
- 東海支店 - 名古屋市中区栄5丁目12番13号
- 北陸支店 - 金沢市西念3丁目5番1号
- 中国支店 - 広島市南区宇品神田3丁目12番11号
- 四国支店 - 松山市一番町4丁目2番地
- 九州支店 - 福岡市博多区博多駅東2丁目3番1号
  - エンジニアリング部、ネットワーク部、企画総務部

### NTTアプリエとの合併
2010年（平成22年）4月
NTTネオメイトはNTTアプリエと7月1日を期日とし合併すると発表。
合併の目的は、NTT西日本グループ内において、NTTアプリエが持つ「ソフトウエア開発スキルとノウハウ」とNTTネオメイトが持つ「IP技術を核としたネットワークサービス提供のスキルとノウハウ」を活用し、新事業分野としてSaaSとネットワークを組み合わせたクラウドサービスの展開を図るためであるとした。

## ネットワークサービス
- AQStage IP-VPN
- AQStage広域イーサネット
- AQStage モバイルサービス
- AQStage メールセキュリティアドバンス